# Antoinette de Florence
Pour les articles homonymes, voir Antoinette.
Antoinette de Florence (en italien : Antonia da Firenze, parfois Antonia d'Aquila), née à Florence en 1400 et morte à L'Aquila le 29 février 1472, est une religieuse bienheureuse italienne, veuve, fondatrice et abbesse du monastère du Corpo di Cristo sous la première règle de sainte Claire d'Assise,.

## Biographie
Antoinette est née à Florence en 1400, très jeune elle se marie et a un enfant. Restée veuve, elle entre au monastère des tertiaires de saint François, fondé à Florence en 1429 par la bienheureuse Angeline. Antoinette est abbesse à Foligno entre 1430 et 1433, puis à L'Aquila où en 1447, encouragée par saint Jean de  Capistran, elle fonde le monastère du  Corpus Domini sous la première règle de sainte Claire d'Assise. La bienheureuse Antoinette est morte le 29 février 1472. Pie IX a approuvé le culte le 17 septembre 1847. Sa dépouille, toujours intacte et souple était conservée au monastère santa Chiara dell'eucarestia à L'Aquila puis transférée le 15 juillet 2006 au couvent des clarisses de Santa Chiara à Paganica.
Lors du séisme de L'Aquila du 6 avril 2009 le monastère des clarisses et le centre historique de Paganica, frazione situé à 9 km ont subi d'importants dégâts. Le toit du monastère s'est écroulé à 3,32 heures provoquant la mort de l'abbesse Maria Gemma Antonucci et blessant gravement deux autres sœurs. Le reste de la communauté dut partir et décida de mettre en lieu sûr la dépouille de la bienheureuse Antoinette en la transférant au monastère des clarisses de Pollenza dans la province de Macerata. Ce n'est que le 16 juillet 2015, une fois les travaux de remise en état achevés, que la dépouille d'Antoinette de Florence retrouve sa place au monastère des clarisses de Paganica.
La fête liturgique fixée au 28 février (29 février les années bissextiles).

## Béatification et canonisation
En 1477 l'évêque Borgio, constatant la parfaite conservation du corps et connaissant ses références de sainteté en autorise le culte qui sera autorisé par Pie IX le 17 septembre 1847, confirmé le 28 juillet 1848.